# Třída A (1903)
Třída A byla třída ponorek britského královského námořnictva. Celkem bylo postaveno třináct jednotek této třídy. Ve službě byly v letech 1903–1920. Tři ponorky byly ztraceny už před první světovou válkou. Ostatní ponorky byly sloužily za první světové války, převážně k výcviku. Čtvrtá ponorka byla ztracena roku 1920, ale to již byla mimo aktivní službu. Třída A představuje první ponorky navržené ve Velké Británii.

## Stavba
Celkem bylo postaveno třináct ponorek této třídy. Konstrukčně navazovaly na třídu Holland. Jejich konstrukce byla průběžně zdokonalována. Počánaje ponorkou A2 nesly druhý torpédomet a od ponorky A5 měly rozšířený trup. Postavila je britská loděnice Vickers v Barrow-in-Furness. Do služby byly přijaty v letech 1903–1908.
Jednotky třídy A:
| Jméno        | Založení kýlu | Spuštěna         | Vstup do služby | Poznámky |
| ------------ | ------------- | ---------------- | --------------- | --- |
| A1 (ex No 6) | 1902          | 9. července 1902 | červenec 1903   | Dne 18. března 1904 se poblíž Portsmouthu potopila po kolizi s civilní lodí SS Berwick Castle. Byla to první ponorka ztracená při nehodě na moři. V dubnu 1904 byla vyzvednuta, ale do služby se nevrátila. Roku 1911 potopena jako cvičný cíl. |
| A2           | 1902          | 16. dubna 1903   | červen 1904     | V lednu 1920 se potopila v Portsmouthu. Sešrotována. |
| A3           | 1902          | 9. března 1903   | červenec 1904   | Dne 2. února 1912 se potopila po kolizi s mateřskou lodí ponorek HMS Hazard. Vyzvednuta a roku 1912 potopena jako cvičný cíl bitevní lodí HMS St. Vincent.                                                                                      |
| A4           | 1903          | 9. června 1903   | červenec 1904   | Prodána do šrotu 1920. |
| A5           | 1903          | 3. března 1904   | únor 1905       | Prodána do šrotu 1920. |
| A6           | 1903          | 3. března 1904   | březen 1905     | Prodána do šrotu 1920. |
| A7           | 1903          | 23. ledna 1905   | duben 1905      | Dne 16. ledna 1914 ztracena v zálivu Whitsand Bay v jihovýchodním Cornwallu. Uvázla v rozbahněném dně a nedokázala se vynořit. |
| A8           | 1903          | 23. ledna 1905   | květen 1905     | Dne 8. června 1905 se potopila poblíž Plymouthu. Vyzvednuta a opravena. Vyškrtnuta 1916. |
| A9           | 1903          | 8. února 1905    | květen 1905     | Sešrotována 1920. |
| A10          | 1903          | 8. února 1905    | červen 1905     | Prodána do šrotu 1919. |
| A11          | 1903          | 8. března 1905   | červenec 1905   | Sešrotována 1920. |
| A12          | 1903          | 8. března 1905   | září 1905       | Prodána do šrotu 1920. |
| A13          | 1903          | 18. dubna 1905   | červen 1908     | Sešrotována 1920. |

## Konstrukce

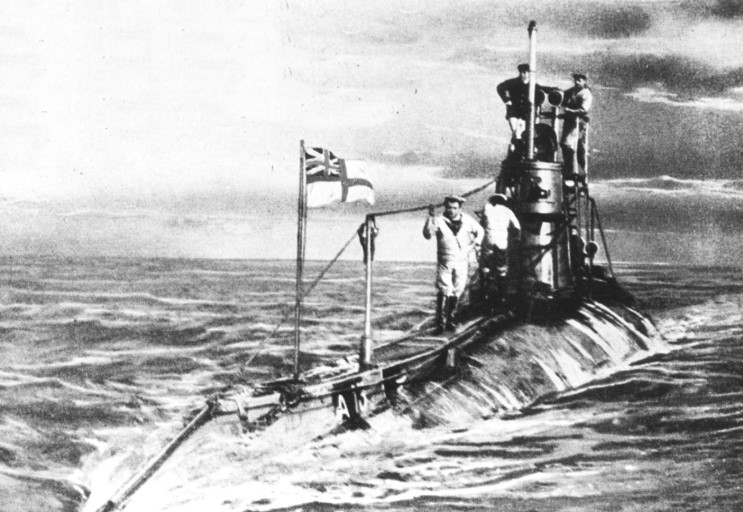
HMS A13

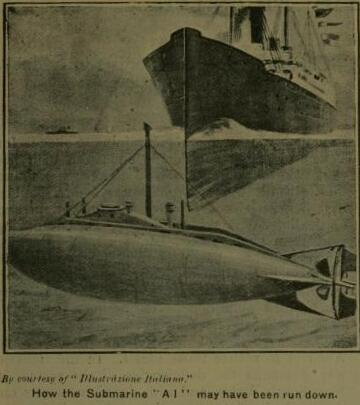
Ilustrace srážky ponorky A1 s plavidlem SS Berwick Castle

Konstrukce jednotlivých ponorek se lišila. Zatímco prototyp A1 byl vyzbrojen jedním příďovým 450mm torpédometem se zásobou tří torpéd, jedho sesterská plavidla nesla dva 450mm torpédomety se zásobou čtyř torpéd. Pohonný systém ponorek A1–A4 tvořil jeden benzínový motor Wolseley o výkonu 450 hp a jeden elektromotor o výkonu 80 hp, pohánějící jeden lodní šroub. Nejvyšší rychlost dosahovala 11,5 uzlů na hladině a sedm uzlů pod hladinou. Dosah byl 500 námořních mil při rychlosti deset uzlů na hladině a třicet námořních mil při rychlosti pět uzlů pod hladinou. Operační hloubka ponoru dosahovala třicet metrů.
Ponorky A5–A12 poháněl jeden benzínový motor Wolseley o výkonu 550 hp a elektromotor 150 hp. Nejvyšší rychlost dosahovala dvanáct uzlů na hladině a osm uzlů pod hladinou. V případě ponorky A13 byl benzínový motor Wolseley nahrazen vznětovým motorem Vickers o výkonu 400 hp. Její nejvyšší rychlost dosahovala jedenáct uzlů na hladině a osm uzlů pod hladinou.